# Thrips vulgatissimus
Thrips vulgatissimus är en insektsart som beskrevs av Alexander Henry Haliday 1836. Thrips vulgatissimus ingår i släktet Thrips och familjen smaltripsar. Arten är reproducerande i Sverige. Inga underarter finns listade i Catalogue of Life.